# Jill Haworth
Jill Haworth, pseudonimo di Valerie Jill Haworth (Hove, 15 agosto 1945 – New York, 3 gennaio 2011), è stata un'attrice britannica.

## Biografia
Nel 1963 interpreta il quinto episodio della prima stagione, The Sixth Finger, della serie televisiva The Outer Limits al fianco di David McCallum.
Nel 1966 interpreta Sally Bowles nel musical Cabaret.

## Filmografia parziale

### Cinema
- I 39 scalini (The 39 Steps), regia di Ralph Thomas (1959)
- Le spose di Dracula (The Brides Of Dracula), regia di Terence Fisher (1959)
- Exodus, regia di Otto Preminger (1960)
- I misteri di Parigi (Les Mystères de Paris), regia di André Hunebelle (1962)
- Il diavolo sotto le vesti (À cause, à cause d'une femme), regia di Michel Deville (1963)
- Il cardinale (The Cardinal), regia di Otto Preminger (1963)
- Prima vittoria (In Harm's Way), regia di Otto Preminger (1965)
- It!, regia di Herbert J. Leder (1967)
- Il buio (The Haunted House of Horror), regia di Michael Armstrong (1969)
- Perché il dio fenicio continua ad uccidere? (Tower of Evil), regia di Jim O'Connolly (1972)
- The Mutations, regia di Jack Cardiff (1974)
- Gandahar, regia di René Laloux (1988)

### Televisione
- ITV Play of the Week – serie TV, 1 episodio (1959)
- The Outer Limits – serie TV, 1 episodio (1963)
- Gli inafferrabili (The Rogues) – serie TV, episodio 1x29 (1965)
- La legge di Burke (Burke's Law) – serie TV, episodio 2x32 (1965)
- I giorni di Bryan (Run for Your Life) – serie TV, episodio 1x08 (1965)
- Gli uomini della prateria (Rawhide) – serie TV, episodio 8x10 (1965)
- F.B.I. (The F.B.I.) – serie TV, 2 episodi (1965-1973)
- Missione impossibile (Mission: Impossible) – serie TV, 1 episodio (1971)
- The Psychiatrist – serie TV, 1 episodio (1971)
- Bonanza – serie TV, episodio 12x20 (1971)
- Natale con i tuoi (Home for the Holidays), regia di John Llewellyn Moxey (1972) – film TV
- Baretta – serie TV, 1 episodio (1976)
- Vega$ – serie TV, 1 episodio (1979)